# 4089 Galbraith
4089 Galbraith eller 1986 JG är en asteroid i huvudbältet som upptäcktes 2 maj 1986 av Palomar-observatoriet. Den är uppkallad efter John K. Galbraith.